# High Noon
High Noon (A la hora señalada en Hispanoamérica con excepción de Ecuador, Solo ante el peligro en España) es una película estadounidense del género western de 1952, dirigida por Fred Zinnemann y protagonizada por Gary Cooper, Grace Kelly, Lloyd Bridges, Katy Jurado y Thomas Mitchell. La trama, cuya acción se desarrolla en tiempo real, se centra en un sheriff que se debate entre su sentido del deber y el amor por su nueva esposa, y que debe enfrentarse solo a una banda de asesinos.
La película ganó cuatro Premios Óscar (de siete candidaturas) y cuatro Premios Globo de Oro (de otras siete candidaturas). Forma parte del AFI's 10 Top 10 en la categoría "Western". En 1989, la película fue considerada «cultural, histórica y estéticamente significativa» por la Biblioteca del Congreso de Estados Unidos y seleccionada para su preservación en el National Film Registry.

## Argumento
Will Kane (Gary Cooper), sheriff durante muchos años de un pequeño pueblo llamado Hadleyville, se acaba de casar con Amy (Grace Kelly), una joven cuáquera. Él ha renunciado como sheriff y está realizando los preparativos para abrir un negocio en otra ciudad. Pero se difunde la noticia por el pueblo de que Frank Miller (Ian MacDonald), un criminal que Kane había detenido y llevado ante la justicia, llegará al pueblo en el tren del mediodía. Miller había sido condenado a prisión, pero su condena se le conmutó por razones que no se explican en la película. En la corte de justicia, Miller juró vengarse de Kane y de todo el que se entrometiera en su camino. Su banda de pistoleros, compuesta por tres forajidos, le espera en la estación. Los habitantes del pueblo se preocupan por Kane y le aconsejan que se vaya del pueblo. Lo mismo le dicen los amigos que le rodean. 
Kane y su esposa dejan el pueblo, pero Kane sufre una crisis de conciencia, considerando que el deber está por encima de todo, y regresa. Recupera su insignia y trata de buscar a alguien que le ayude a enfrentarse a los bandidos, pero sus amigos se niegan a mezclarse en la pelea. Su ayudante, Harvey Pell (Lloyd Bridges), renuncia. Sólo su antigua amante, Helen Ramírez (Katy Jurado), le apoya, pero él considera que es muy poca la ayuda que le puede prestar. Enojada, ella vende su negocio y se prepara para irse del pueblo. Su esposa Amy le amenaza con partir en el tren del mediodía con o sin él, pero él se niega a darse por vencido.
Finalmente, Kane se enfrenta solo a los cuatro pistoleros. Abate a dos de los hombres de Miller y cae herido en el enfrentamiento. Tanto Helen Ramírez como Amy suben al tren, pero Amy desciende al escuchar el ruido de los disparos. Finalmente, Amy opta por la vida de su marido frente a sus creencias religiosas y mata al tercer pistolero disparándole por la espalda. Miller la toma como rehén y exige a Kane que salga a la calle. Kane accede, saliendo al descubierto. Amy le clava las uñas en la cara a Miller, con lo cual se libera. Kane le dispara a Miller y lo mata. Luego, cuando los habitantes del pueblo comienzan a salir de sus casas, Kane arroja su insignia de sheriff al suelo y se va del pueblo junto a su esposa.

## Reparto
- Gary Cooper como comisario Will Kane
- Grace Kelly como Amy Kane
- Lloyd Bridges como ayudante Harvey Pell
- Katy Jurado como Helen Ramirez
- Thomas Mitchell como alcalde
- Otto Kruger como Juez Mettrick
- Lon Chaney Jr. como Martin Howe
- Ian MacDonald como Frank Miller
- Sheb Wooley como Ben Miller

## Producción
La producción cinematográfica fue rodada en veintiocho días, de los cuales diez fueron de ensayo. Todo fue posible gracias a la planificación meticulosa, lo que permitió a Fred Zinnemann rodar 400 escenas en sólo 4 semanas. En esta película el director rompió varias de las reglas del wéstern presentando aquí a un protagonista como hombre asustado, en vez de sin miedo, que se fuerza a superar su miedo a la muerte durante la película, al ver a unos habitantes que resultan ser no una admirable comunidad de pioneros, sino un colectivo insolidario, y un lugar en el que no deslumbran paisajes monumentales, y en el que, en vez de ello, sofoca un sol abrasador que se cierne sobre un pueblo reseco y polvoriento. La concentración de las unidades aristotélicas de acción, lugar y tiempo insufla al fin una gran intensidad dramática.

## Recepción
La película ganó un estimado de $ 3.4 millones de dólares en la taquilla norteamericana en 1952. Tras su lanzamiento, los críticos y el público, que esperaban persecuciones, peleas, paisajes espectaculares y otros elementos comunes de los wésterns, quedaron consternados al encontrarlos reemplazados en gran medida por el diálogo emocional y moralista hasta las escenas finales culminantes. Algunos críticos se burlaron del rescate poco ortodoxo del héroe por parte de la heroína, que dispara a un hombre por la espalda. Alfred Hitchcock pensó que la actuación de Kelly era "bastante malhumorada" y carecía de vida; solo en películas posteriores dijo de ella que mostró su verdadera calidad como actriz.
High Noon generalmente se considera una alegoría contra las listas negras y el Macartismo, pero también se ganó el respeto de la comunidad conservadora. La escena final en que el sheriff tira su estrella fue imitada por el director Don Siegel, quien hace a su héroe Clint Eastwood tirar su placa al final de Harry el Sucio (1971). Ha sido citada como la cinta favorita de varios presidentes de Estados Unidos como Dwight Eisenhower y Bill Clinton, quien programó la película no menos de 17 veces en la Casa Blanca, explicando que el film describe al político que tiene que asumir a veces lo justo contra la opinión popular. También Ronald Reagan citó High Noon como su película favorita, debido al fuerte compromiso del protagonista con el deber y la ley.
Por el contrario, John Wayne confesó a un entrevistador su desagrado tras ver la película, considerándola "la más antiamericana que había visto en toda mi vida", y luego se unió al director Howard Hawks para responder con Río Bravo, mostrando a un sheriff seguro de sí mismo y que no pide ayuda a otros habitantes, aunque estos se la ofrecían desinteresadamente. Hawks declaró por qué no le gustó la película: «Me parecía absurdo que un sheriff corriera por la ciudad como una gallina asustada, pidiendo a todos que lo ayuden. ¿Y quién lo rescata?, su esposa cuáquera. Esa no es la idea que tengo yo de un buen sheriff del oeste». Más tarde, en 1973, Fred Zinnemann respondió que, aunque admiraba a Hawks, le pidió que «dejara mis películas en paz». Defendió el desarrollo de la historia diciendo que

tiene lugar en el Viejo Oeste, pero en realidad es una historia sobre el conflicto de conciencia de un hombre. En este sentido, es primo de A Man for All Seasons. En cualquier caso, el respeto al héroe occidental no se ha visto menoscabado por High Noon. En la película que trataba sobre Tomás Moro, este se ve obligado por su conciencia a sostener la ley contra viento y marea, aunque vea que por ello tendrá que morir injustamente.

 La película fue criticada en la Unión Soviética como "glorificación del individuo".

## Premios y nominaciones
25.ª edición de los Premios Óscar
| Categoría                                              | Nominados                                                              | Resultado |
| ------------------------------------------------------ | ---------------------------------------------------------------------- | --------- |
| Mejor película                                         | Mejor película                                                         | Nominada  |
| Mejor director                                         | Fred Zinnemann                                                         | Nominado  |
| Mejor actor                                            | Gary Cooper                                                            | Ganador   |
| Mejor guion                                            | Carl Foreman                                                           | Nominado  |
| Mejor banda sonora de una película dramática o comedia | Dimitri Tiomkin                                                        | Ganador   |
| Mejor canción original                                 | «Do Not Forsake Me, Oh My Darlin'» de Dimitri Tiomkin y Ned Washington | Ganadora  |
| Mejor montaje                                          | Elmo Williams Harrt Gestard                                            | Ganadores |

10.ª edición de los Premios Globo de Oro
| Categoría                          | Nominados              | Resultado |
| ---------------------------------- | ---------------------- | --------- |
| Mejor película — Drama             | Mejor película — Drama | Nominada  |
| Mejor actor — Drama                | Gary Cooper            | Ganador   |
| Mejor actriz de reparto            | Katy Jurado            | Ganadora  |
| Nueva estrella del año — Actriz    | Katy Jurado            | Nominada  |
| Mejor guion                        | Carl Foreman           | Nominado  |
| Mejor banda sonora                 | Dimitri Tiomkin        | Ganador   |
| Mejor fotografía en blanco y negro | Floyd Crosby           | Ganador   |

9.ª edición de las Medallas del Círculo de Escritores Cinematográficos
| Categoría                 | Resultado |
| ------------------------- | --------- |
| Mejor película extranjera | Ganadora  |